# Joe Sestak
Joseph Ambrose Sestak Jr. dit Joe Sestak, né le 12 décembre 1951 à Secane, est un homme politique américain, membre du parti démocrate et représentant du septième district de Pennsylvanie à la Chambre des représentants des États-Unis de 2007 à 2011.

## Biographie
Sestak est officier de la marine américaine (U.S. Navy) pendant plus de trente ans. À la fin de sa carrière, il se retire avec le grade de vice-amiral.

### Représentant des États-Unis (2007-2011)
Le 7 novembre 2006, Joe Sestak bat le représentant républicain en place depuis 1987, Curt Weldon (56 % contre 44 %). Le 4 novembre 2008, il est réélu pour un second mandat avec près de 60 % des voix.
Ardent partisan d'Hillary Clinton pour l'investiture présidentielle démocrate de 2008, il lui apportera un soutien sans faille.
Politiquement, il est considéré comme un libéral à tendance populiste. Il est favorable à l'avortement et à la défense de l'environnement, il soutient également le contrôle des armes à feu. En 2009, il vote le plan de relance de Barack Obama et le renforcement de la présence militaire américaine en Afghanistan.

### Candidat sans succès au Sénat des États-Unis en 2010

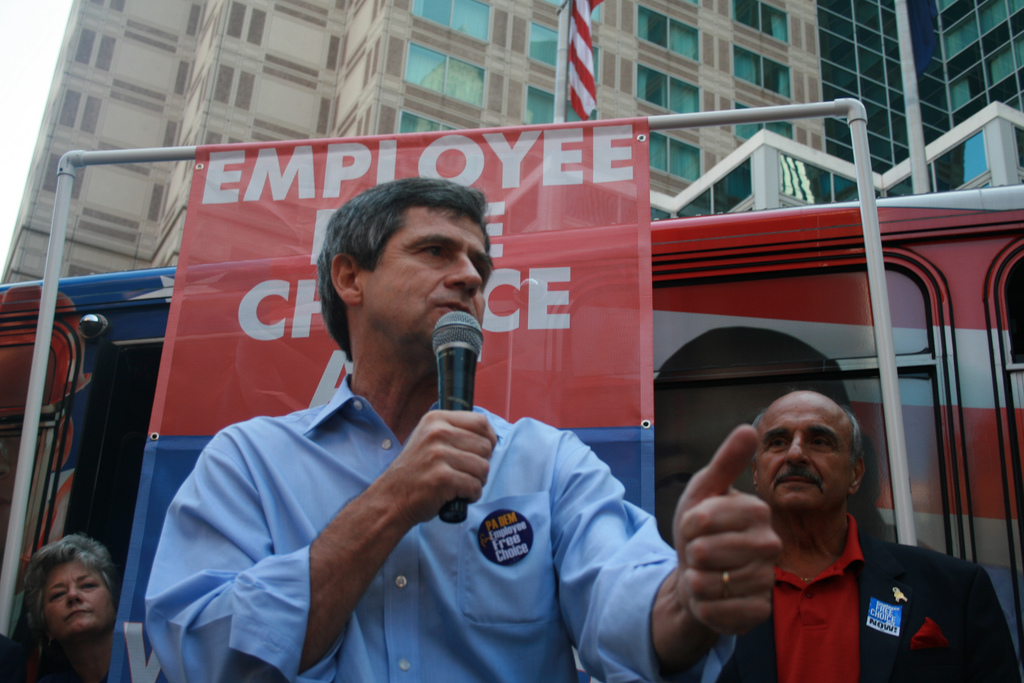
Sestak, en 2009, à la convention démocrate de Pittsburgh.

Le 27 mai 2009, il annonce sa candidature à l'investiture démocrate pour le Sénat des États-Unis. Son principal concurrent pour l'investiture du parti de l'âne est alors le sénateur-sortant Arlen Specter, un républicain modéré de longue date devenu brusquement démocrate en 2009. Specter est alors soutenu par l'establishment démocrate à savoir Barack Obama, Joe Biden, Harry Reid, Ed Rendell ou encore John Kerry. Sestak est quant à lui soutenu par l'aile gauche du Parti démocrate et par seulement deux membres du congrès. En février 2010, un scandale éclate lorsque Sestak révèle que, par l'intermédiaire de Bill Clinton, le chef de cabinet du président Obama Rahm Emanuel lui aurait proposé un poste au gouvernement pour qu'il se retire de la course.
Le 18 mai 2010, Sestak remporte l'investiture démocrate en battant Arlen Specter, avec près de huit points d'avance (53,85 % contre 46,15 %). Le 2 novembre 2010, Sestak est battu de justesse par le candidat du parti républicain Pat Toomey (51,0 % contre 49,0 %).
Après sa défaite, Sestak est professeur à l'université Cheyney, la plus ancienne université historiquement noire des États-Unis, et professeur distingué au Heinz College de l'université Carnegie-Mellon. Il donne des cours sur le « leadership éthique » et la « restauration du rêve américain ». En mai 2013, il a été nommé récipiendaire 2013-2014 de la chaire de leadership stratégique du général Omar N. Bradley, une initiative conjointe du US Army War College, du Dickinson College et de la Dickinson School of Law. Parmi les précédents lauréats de la chaire Bradley, il y a l'ancien secrétaire d'État adjoint Philip J. Crowley et le major-général à la retraite John D. Altenburg.
Six ans plus tard, il est à nouveau candidat au Sénat. Il est cependant battu lors des primaires démocrates. Les leaders démocrates, toujours opposés à Sestak, soutiennent son adversaire Katie McGinty qui l'emporte avec 42,5 % des suffrages. Sestak est deuxième à 32,6 %.
Le 22 juin 2019, Sestak annonce sa candidature à l'investiture démocrate à l'élection présidentielle de 2020. Sa candidature passant quasiment inaperçue dans les médias, il se retire de la course en décembre 2019.